# Elasmoderus wagenknechti
Elasmoderus wagenknechti is een rechtvleugelig insect uit de familie Tristiridae. De wetenschappelijke naam van deze soort is voor het eerst geldig gepubliceerd in 1954 door Liebermann.